# Шевченко Микола Григорович
Микола Григорович Шевченко (1901 — 19??) — український радянський розвідник. Полковник. Начальник П'ятого відділу (розвідувального) Управління НКВС Української РСР (1939—1940).

## Життєпис
Народився у 1901 році у місті Одесі. У 1916—1920 рр. — працював токарем на одному із заводів Одеси. У листопаді 1920 року зараховано на військову службу до органів державної безпеки та призначено співробітником з доручень Одеської губернської надзвичайної комісії. До 1931 року був співробітником прикордонних підрозділів.
З серпня 1921 по липень 1922 рр. — контролер 16-го Особливого прикордонного відділення Одеського підрозділу державної безпеки.
З серпня 1922 по березень 1923 рр. — контролер Маяцького прикордонного пункту.
З березня 1923 по серпень 1924 рр. — навчався на курсах школи командного складу Державного політичного управління у м. Харкові.
У вересні 1924 року його призначають помічником начальника застави Могилів-Подільського (Вінницька область) прикордонного загону.
З лютого по вересень 1925 року — помічник начальника застави, начальник застави 2-ї комендатури міста Могилева-Подільського.
З вересня 1925 по січень 1927 рр. — навчається в Москві у Вищій прикордонній школі Об'єднаного ДПУ.
У 1927—1931 рр. — командир застави Славутського прикордонного загону.
З березня 1931 по вересень 1933 рр. — оперуповноважений Славутського та Грославського районних відділів ДПУ (Одеська область).
З вересня 1933 по січень 1935 рр. — очолив Скадовський (Херсонська область) районний відділ НКВС.
У 1935—1937 рр. — оперуповноважений міського відділу Народного комісаріату внутрішніх справ в Херсоні
З серпня по вересень 1937 року — виконує обов'язки начальника міського відділу Народного комісаріату внутрішніх справ в Херсоні.
З вересня 1937 по вересень 1938 рр. — виконує обов'язки начальника Кіровоградського міського відділу НКВС.
З вересня 1938 по травень 1939 рр. — начальник Особливого відділу НКВС Київського військового округу
З травня по серпень 1939 року — в.о. начальника 5-го відділу (розвідувального) НКВС Української РСР.
З серпня 1939 по жовтень 1940 рр. — начальник П'ятого відділу (розвідувального) Управління НКВС Української РСР.
З листопада 1940 року — очолює 3-й відділ НКВС Естонської РСР.
З березня 1941 року обіймає посаду заступника начальника Контррозвідувального відділу НКВС Естонської РСР.
З 1941 року — проходить службу у складі підрозділів НКВС 55-ї армії Ленінградського фронту.
У вересні 1941 року — заступник начальника Особливого відділу Ленінградського фронту.
У квітні 1942 року — очолив відділ Приморської опергрупи Ленінградського фронту.
У листопаді 1942 року — призначений заступником начальника відділу Ленінградської Армії протиповітряної оборони.
З квітня 1943 по січень 1944 рр. — обіймає посаду виконуючого обов'язки начальника відділу контррозвідки «Смерш» 55-ї армії
З січня по травень 1944 року працює в Управлінні НКДБ Естонської РСР начальником 4-го відділу
З червня по листопад 1944 року працює в Управлінні НКВС Білоруської РСР на посаді начальника 5-го відділу 2-го Управління.
З грудня 1944 року — заступник начальника 2-го відділу Управління НКДБ по Омській області
З вересня 1946 по листопад 1949 рр. — працює заступником начальника 2-го відділу Управління МДБ по Вінницькій області.
У листопаді 1949 року у званні полковника держбезпеки звільнено з органів Міністерства державної безпеки у запас з правом носити військову форму.

## Нагороди та відзнаки
- Орден Червоної Зірки (1943),
- Орден Червоного Прапора (1945),
- Орден Леніна (1945),
- Медаль «За відвагу» (1940),
- Медаль «За оборону Ленінграда»,
- Медаль «За перемогу над Німеччиною у Великій Вітчизняній війні 1941—1945 рр.» (1945).